# 伯耆衆
伯耆衆（ほうきしゅう）は、室町時代頃に伯耆守護の山名尚之被官層であった伯耆国人衆のことをいう。また、「伯州衆」ともいわれる。伯耆衆の実態については大舘尚氏の『大舘常興書札抄』に記されており、当時の山名氏の被官構成の詳細を見ることができる。

## 概要
15世紀頃、山名氏は領国支配を進めるにあたり伯耆国内の国人衆と被官の関係を結びこれらを支配、領国支配の基盤を強固なものにした。この中でも小鴨、行松、福頼、片山、越振、塩冶、遠藤、村上氏、狩野、長、山口、赤松、広瀬、野津、淀江氏は中央にも名が知られていた。なお、南条氏、進氏、久米郡北条郷の山田氏、東伯耆の小森氏はこれに名前が載っておらず、当時の守護・山名尚之とは敵対関係、あるいは疎遠な関係にあったとされている。後に南条氏が東伯耆一円を支配するようになると、伯耆衆の多くは南条氏の家臣団に組み込まれていった。